# Йостен
Йостен або Ейстейн (Östen; ? — 600) — напівлегендарний конунг Світьода у 575—600 роках.

## Життєпис
Походив з династії Інглінгів. Син конунга Адільса та Ірси Саксонської (водночас доньки Грьольве, конунга данів). Про час народження нічого невідомо. Став володарювати після загибелі батька — це відбулося близько 575 року. На відміну від діяльності Адільса, про вчинки конунга Йостена відомо замало.
Конунгу довелося вирішувати конфлікти з конунгами данів й норманів, які почалися внаслідок дій Адільса. Тому Йостену постійно доводилося захищати свої землі від ворогів. Водночас він зміцнив досягнення батька, об'єднавши увесь Світьольд, основою якого став Упланд.
У другій половині правління конунга Йостена узбережжя часто стали атакувати вікінги з Ютландії та Зеландії, а також так звані морські конунги. Близько 600 року влаштував бенкет у своєму маєтку на острові Лофонді (озеро Меларен), неподалік від столиці в Старій Сігтуні. Тут конунга свеїв раптово атакував морський конунг Сьйольве, внаслідок чого Йостен разом з почтом і дружиною загинув у вогні в своєму будинку.